# Lars Miguel Utsi
Heandarat Lars Miguel Utsi, född 14 april 1983 i Jokkmokks församling, Norrbottens län, är en svensk-samisk politiker.

## Biografi
Lars Miguel Utsi föddes 1983 i Jokkmokks församling. Han studerade grundskolan och gymnasiet i Arjeplog. Utsi studerade därefter nordsamiska och statsvetenskap vid Uppsala universitet och tog därefter en bachelorexamen i ryska vid Tromsö universitet. Han blev 2017 ledamot i Sametinget för Guovssonásti och vice ordförande i Sametingets styrelse. Utsi är även partiledare tillsammans med Marita Stinnerbom för Guovssonásti.